# Group Therapy (Dope)
Group Therapy è il terzo album in studio della band alternative metal Dope. In una versione del disco sono presenti i video delle canzoni. L'album è diverso rispetto ai precedenti lavori della band. Presenta un grande uso della chitarra acustica e suoni meno potenti e meno industrial. Nella seconda metà del 2004 aveva già venduto 37.749 copie negli Stati Uniti.

## Tracce
Quasi tutte le tracce del disco sono state scritte da Edsel Dope
1. Falling Away
2. Bitch
3. I Am
4. Motivation
5. Sing
6. Now is the Time
7. Paranoia
8. Bring It On
9. Another Day Goes By
10. Today Is The Day
11. Burn
12. Easier
13. So Low